# João Claudino Sobrinho
João Claudino Sobrinho, mais conhecido como Joca Claudino, (Uiraúna, 25 de junho de 1899 - Cajazeiras, 15 de junho de 1997) foi um importante comerciante brasileiro, ativo sobretudo no sertão nordestino.
Joca nasceu a 25 de junho de 1899, na  Fazenda Tamandaré, povoado de Belém do Arrojado, atual Uiraúna, à época pertencente ao município de São João do Rio do Peixe, na Paraíba. Era filho de Antônio Claudino de Galiza e de Maria da Conceição da Silva, proprietários da fazenda, na qual trabalhou quando era jovem. A rua Antônio Claudino de Galiza, no bairro Tamandaré, em Uiraúna, leva o nome de seu pai.
Aos 23 anos casou com Francisca Fernandes, mudando-se mais tarde, com a mulher e os quatro primeiros filhos, para Luís Gomes, no Rio Grande do Norte. Em 1929 adquiriu uma mercearia, e se estabeleceu como pequeno comerciante, aí vivendo por seis anos. A casa onde a família viveu em Luís Gomes é desde 1991 a sede do educandário Fundação Francisca Fernandes Claudino (FUNFFEC), fundado em 1969 por seu filho João Claudino Fernandes. Em 1974, em Uiraúna, Claudino Fernandes fundou a Fundação Lica Claudino (FELC), instituição também voltada à educação e que leva o nome de irmã de seu pai.
Em 1935, mudou-se para Cajazeiras, de regresso à Paraíba, onde continuou seus negócios, abrindo a loja "Santa Terezinha" em, sociedade com o sogro, Antônio Adelino.  Viveu em Cajazeiras por mais de sessenta anos, até à sua morte, a 15 de junho de 1997.
Do casamento com Francisca Fernandes nasceram dezesseis filhos, entre os quais, Valdecy e João, fundadores do Armazém Paraíba. O empreendimento foi fundado em 1958, inicialmente em Bacabal, no Maranhão, vindo-se a instalar como loja de departamento em Teresina, em 1968. João Claudino Fernandes foi presidente do Grupo Claudino.
 

Em 1997, quando morreu, tinha 63 netos e 60 bisnetos. É avô do político João Vicente Claudino.

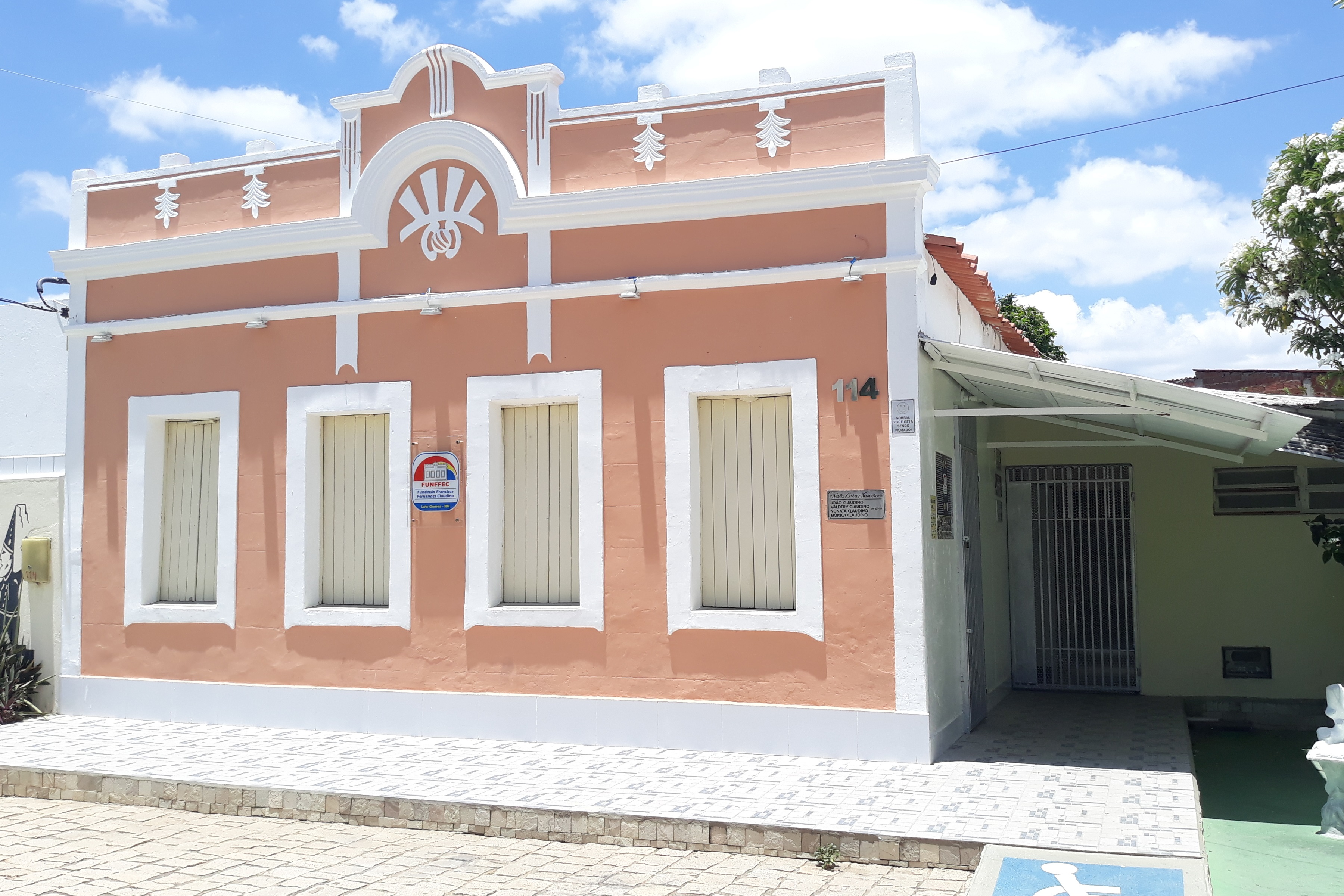
Casa onde morou Joca Claudino com a família entre 1929 e 1935, em Luís Gomes, hoje sede da Fundação Francisca Fernandes Claudino (FUNFFEC).

## Filantropia
Joca Claudino é considerado um dos maiores benfeitores da cidade de Santarém, na região de Cajazeiras, a qual em 2010 mudou de nome em sua homenagem.

## Homenagens
A cidade de Joca Claudino, antiga Santarém, na Paraíba, foi nomeada em sua homenagem em 27 de dezembro de 2010. A mudança, no entanto, não foi logo reconhecida pelo Tribunal Regional Eleitoral da Paraíba, que um ano depois ainda não reconhecia a existência de um município com o nome de Joca Claudino.
Em Luís Gomes, a Praça Joca Claudino, fronteira à casa onde Joca morou com a família entre 1929 e 1935, recebeu o nome em sua homenagem. Na casa se localiza a Fundação Francisca Fernandes Claudino (FUNFFEC), da qual sua mulher é perpétua patrona.
Em Cajazeiras, existe a Rua Joca Claudino, no bairro Bela Vista, e a Casa de Amparo ao Idoso Joca Claudino.
Em Teresina, existe a Rua Joca Claudino, no bairro Porto Alegre.

Em Uiraúna, existe a Praça Joca Claudino, onde encontra-se uma estátua sua. O munícipio também concede a Comenda Benemérita Joca Claudino.